# The Country Cousin (film 1913)
The Country Cousin è un cortometraggio muto del 1913 diretto da Al Christie.

## Trama
Eddie è ben contento di essere uno scapolo ma i suoi zii gli ricordano che perderà il suo patrimonio se non si sposerà prima di compiere i 25 anni. Lo zio Russell lo invita a casa, dove gli ha organizzato un party al quale ha invitato uno stuolo di belle ragazze e di giovanotti. Quando Eddie arriva, lo zio racconta alle ragazze che lui sarà l'erede di una fortuna, così tutte quante cercano di conquistare il giovane che tenta di sottrarsi alla caccia scappando in canoa sul lago.
Quando torna a terra, Eddie vede una graziosa fanciulla appena arrivata: è Louise, la cuginetta che abita in campagna, giunta in ritardo alla festa. La ragazza, con le sue maniere campagnole, suscita l'ilarità delle altre, molto più sofisticate di lei. Eddie se ne accorge e, disgustato, vuole liberarsi del branco di "ammiratrici". Ottiene dal suo avvocato un documento che dichiara che tutti i soldi dell'eredità vanno in beneficenza. A sentire la notizia, le sue innamorate si disperdono come neve al sole, cominciando subito a snobbarlo. L'unica che lo consola e gli dimostra la sua simpatia è Louise. Finisce che Eddie riceve un altro telegramma che convalida il primo testamento, quello dove è lui l'erede. Il giovane annuncia a tutti che la ragazza che ha scelto e che gli permetterà di entrare in possesso del denaro è Louise, la cugina di campagna.

## Produzione
Il film fu prodotto dalla Nestor Film Company.

## Distribuzione
Distribuito dall'Universal Film Manufacturing Company, il film - un cortometraggio di una bobina - uscì nelle sale cinematografiche statunitensi il 5 maggio 1913.